# بروبيونات كلوبيتاسول

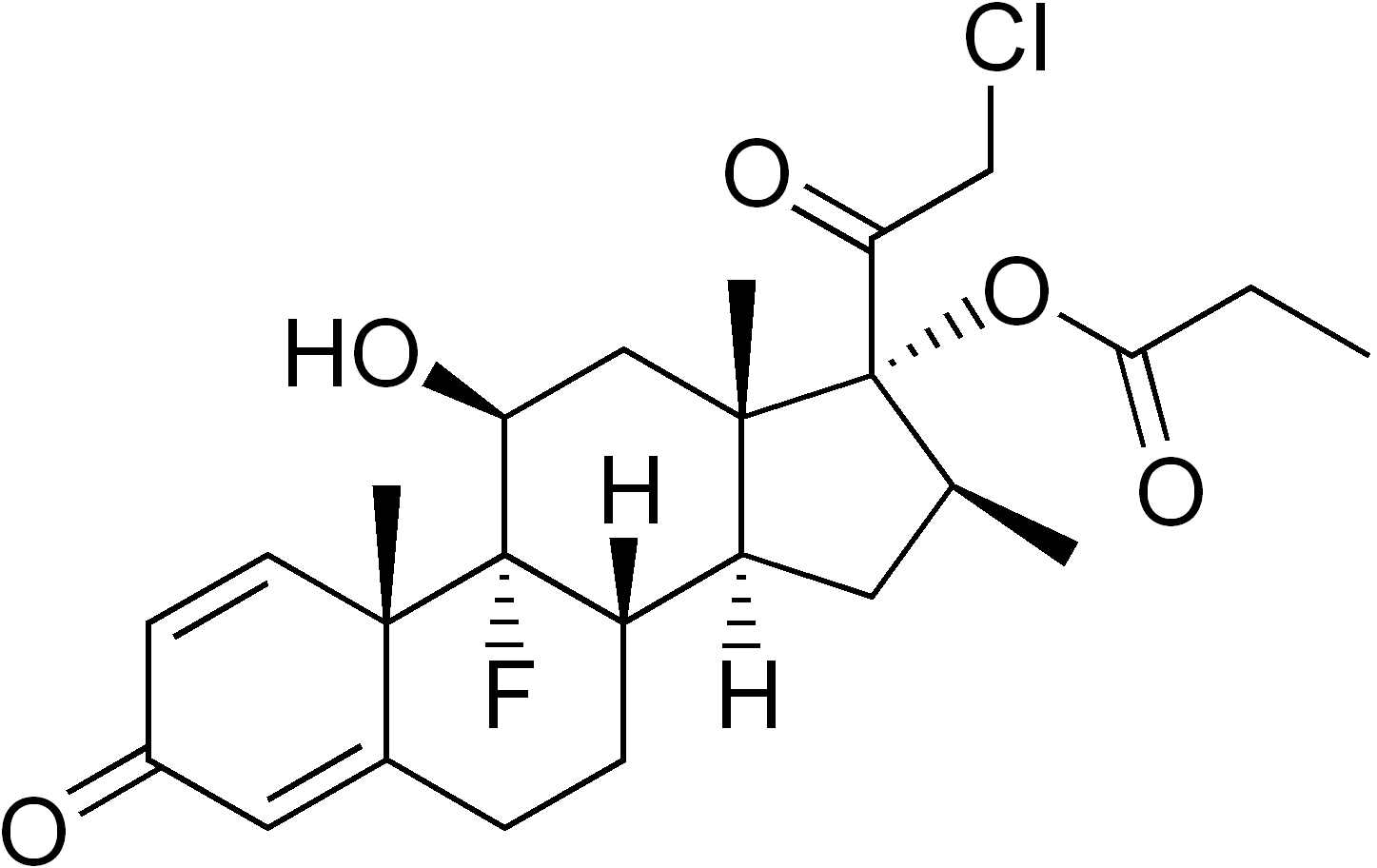
بروبيونات كلوبيتاسول

بروبيونات كلوبيتاسول (بالإنجليزية: Clobetasol propionate)‏ , من أنواع الستيرويدات (Steroid), ويتواجد كمرهم.
هذه المادة خطره وتتطلب وصفه طبيه للحصول عليها حيت تم تصنيفها في المرتبة الرابعة من حيت الخطورة من بين خمسه مراتب؛ بحيت تزداد خطوره المادة بازدياد مرتبتها.
هذه المادة تستخدم فقط للإستعمال الخارجي.
فهو يستخدم لعلاج الأمراض مثل الإِكْزيمَة (Eczema) والصَدَفِيَّة (Psoriasis).
يستخدم كلوبيتاسول بروبيونات لعلاج مختلف اضطرابات الجلد بما في ذلك الأكزيما، الهربس الشفوي، [3] الصدفية، والحزاز المصلب. كما أنها تستخدم لعلاج العديد من أمراض المناعة الذاتية بما في ذلك داء الثعلبة، البهاق، الحزاز المسطح (السيارات العقيدات الجلد المناعي)، والفطريات الفطريات (T- خلية سرطان الغدد الليمفاوية الجلد). يتم استخدامه كعلاج الخط الأول لكل من غفد الحادة والمزمنة من الجلد.
يستخدم كلوبيتاسول بروبريونات كوزميتيكالي من قبل النساء البشرة الداكنة لتبييض البشرة، على الرغم من أن هذا الاستخدام هو مثير للجدل. لم توافق إدارة الغذاء والدواء الأمريكية لهذا الغرض، والمبيعات بدون وصفة طبية غير قانونية في الولايات المتحدة ومع ذلك، غالبا ما يتم بيعها في متاجر التجزئة الجمال الأمريكية في الولايات المتحدة وعلى شبكة الإنترنت. وتباع أيضا على الصعيد الدولي، ولا تتطلب وصفة طبية في بعض البلدان. تبييض الكريمات مع كلوبيتاسول بروبريونات، مثل هيبروجيل، يمكن أن تجعل الجلد رقيقة وكدمات بسهولة، مع الشعيرات الدموية مرئية، وحب الشباب. ويمكن أن يؤدي أيضا إلى ارتفاع ضغط الدم، وارتفاع نسبة السكر في الدم، وقمع المنشطات الطبيعية في الجسم، وعلامات التمدد، والتي قد تكون دائمة. [4]
كلوبيتاسول بروبيونات هو مع الزئبق والهيدروكينون «بين العوامل الأكثر سمية والأكثر استخداما في منتجات التفتيح.» العديد من المنتجات التي تباع بشكل غير قانوني لديها تركيزات أعلى من بروبيتونات كلوبيتاسول مما هو مسموح به للعقاقير الطبية. [5]